# Șoimu, Teleorman
Șoimu este un sat în comuna Smârdioasa din județul Teleorman, Muntenia, România. Se află în partea de sud-est a județului, în Câmpia Burnazului. La recensământul din 2002 avea o populație de 590 locuitori.